# Of an Age
Of an Age é um filme de drama romântico australiano de 2022 escrito e dirigido por Goran Stolevski. O filme é estrelado por Elias Anton como Kol, um imigrante sérvio na Austrália que inicia um breve mas intenso romance com Adam (Thom Green), irmão de sua parceira de dança de salão Ebony (Hattie Hook).
O filme estreou em 4 de agosto de 2022 no Festival Internacional de Cinema de Melbourne. Posteriormente foi exibido no CinefestOZ, onde foi vencedor do Prêmio de Melhor Filme. Of an Age foi lançado nos Estados Unidos pela Focus Features em 17 de fevereiro de 2023, e mais tarde na Austrália pela Roadshow Films em 23 de março de 2023.

## Elenco
- Elias Anton como Nikola 'Kol' Denic
- Thom Green como Adam Donegal
- Hattie Hook como Ebony Donegal
- Senuri Chandrani como Jaya
- Toby Derrick como Jacob
- Grace Graznak como Coral Birch
- Jessica Lu como Jenny
- Jack Kenny como Travis Mellor
- Kasuni Imbulana como Tari
- Verity Higgins como Fay Donegal
- Milijana Cancer como mãe de Kol

## Recepção crítica
No site agregador de resenhas Rotten Tomatoes, 86% das 72 resenhas dos críticos são positivas, com uma avaliação média de 7.8/10. O consenso do site diz: "Embora possa não pertencer aos escalões superiores das histórias de amor queer cinematográficas, Of an Age é um romance comovente elevado por performances poderosas." O Metacritic, que usa uma média ponderada, atribuiu ao filme uma pontuação de 69 em 100, com base em 18 críticos, indicando "críticas geralmente favoráveis".